# Nuoto ai campionati mondiali di nuoto 2024 - 100 metri rana femminili
La gara di nuoto dei 100 metri rana femminili dei campionati mondiali di nuoto 2024 è stata disputata il 12 e il 13 febbraio 2024 presso l'Aspire Dome di Doha. Vi hanno preso parte 53 atlete provenienti da 50 nazioni.
La competizione è stata vinta dalla nuotatrice cinese Tang Qianting, mentre l'argento e il bronzo sono andati rispettivamente all'olandese Tes Schouten e all'hongkonghese Siobhán Haughey.

## Podio
| Posizione | Atleta          | Nazionalità |
| --------- | --------------- | ----------- |
| Oro       | Tang Qianting   | Cina        |
| Argento   | Tes Schouten    | Paesi Bassi |
| Bronzo    | Siobhán Haughey | Hong Kong   |

## Programma
| Data             | Ora (UTC+3) | Turno      |
| ---------------- | ----------- | ---------- |
| 12 febbraio 2024 | 10:04       | Batterie   |
| 12 febbraio 2024 | 19:28       | Semifinali |
| 13 febbraio 2024 | 20:45       | Finale     |

## Record
Prima della competizione il record del mondo e il record dei campionati erano i seguenti:
| Record mondiale       | 1'04"13 | Lilly King Stati Uniti | 25 luglio 2017 Budapest, Ungheria |
| Record dei campionati | 1'04"13 | Lilly King Stati Uniti | 25 luglio 2017 Budapest, Ungheria |

Nel corso della competizione non sono stati migliorati.

## Risultati

### Batterie
| Pos. | Batteria | Corsia | Atleta                | Nazionalità                   | Tempo   | Note |
| ---- | -------- | ------ | --------------------- | ----------------------------- | ------- | ---- |
| 1    | 5        | 7      | Tang Qianting         | Cina                          | 1'06"16 | Q    |
| 2    | 4        | 4      | Tes Schouten          | Paesi Bassi                   | 1'06"46 | Q    |
| 3    | 5        | 4      | Mona McSharry         | Irlanda                       | 1'06"49 | Q    |
| 4    | 6        | 7      | Alina Zmushka         |                               | 1'06"77 | Q    |
| 5    | 5        | 3      | Yang Chang            | Cina                          | 1'06"80 | Q    |
| 6    | 6        | 2      | Kotryna Teterevkova   | Lituania                      | 1'06"85 | Q    |
| 7    | 6        | 3      | Letitia Sim           | Singapore                     | 1'06"97 | Q    |
| 8    | 6        | 6      | Dominika Sztandera    | Polonia                       | 1'07"17 | Q    |
| 9    | 4        | 5      | Sophie Hansson        | Svezia                        | 1'07"19 | Q    |
| 10   | 6        | 5      | Benedetta Pilato      | Italia                        | 1'07"24 | Q    |
| 11   | 5        | 1      | Sophie Angus          | Canada                        | 1'07"37 | Q    |
| 12   | 5        | 5      | Siobhán Haughey       | Hong Kong                     | 1'07"41 | Q    |
| 13   | 4        | 3      | Arianna Castogiloni   | Italia                        | 1'07"48 | Q    |
| 14   | 4        | 6      | Macarena Ceballos     | Argentina                     | 1'07"61 | Q    |
| 14   | 5        | 6      | Lara van Niekerk      | Sudafrica                     | 1'07"61 | Q    |
| 16   | 4        | 2      | Lisa Mamié            | Svizzera                      | 1'07"75 | Q    |
| 17   | 6        | 4      | Rūta Meilutytė        | Lituania                      | 1'07"79 |      |
| 18   | 6        | 1      | Piper Enge            | Stati Uniti                   | 1'08"14 |      |
| 19   | 4        | 1      | Ida Hulkko            | Finlandia                     | 1'08"21 |      |
| 20   | 6        | 8      | Stefanía Gómez        | Colombia                      | 1'08"67 |      |
| 21   | 4        | 7      | Jimena Ruiz           | Spagna                        | 1'08"74 |      |
| 22   | 4        | 0      | Ana Blažević          | Croazia                       | 1'08"88 |      |
| 23   | 4        | 8      | Melissa Rodríguez     | Messico                       | 1'08"91 |      |
| 24   | 3        | 5      | Kristýna Horská       | Rep. Ceca                     | 1'08"95 |      |
| 25   | 5        | 2      | Abbey Harkin          | Australia                     | 1'09"01 |      |
| 26   | 3        | 8      | Thanya Dela Cruz      | Filippine                     | 1'09"12 |      |
| 27   | 5        | 8      | Ana Rodrigues         | Portogallo                    | 1'09"82 |      |
| 28   | 3        | 4      | Moon Su-a             | Corea del Sud                 | 1'09"93 |      |
| 29   | 3        | 3      | Emily Santos          | Panama                        | 1'09"96 |      |
| 30   | 3        | 2      | Adelaida Pchelintseva | Kazakistan                    | 1'10"16 |      |
| 31   | 5        | 9      | Silje Slyngstadli     | Norvegia                      | 1'10"42 |      |
| 32   | 6        | 0      | Lin Pei-wun           | Taipei cinese                 | 1'10"77 |      |
| 33   | 5        | 0      | Ana Carolina Vieira   | Brasile                       | 1'10"83 |      |
| 34   | 3        | 0      | Lanihei Connolly      | Isole Cook                    | 1'10"87 |      |
| 35   | 3        | 6      | Phee Jinq En          | Malaysia                      | 1'11"31 |      |
| 36   | 6        | 9      | Tara Vovk             | Slovenia                      | 1'11"81 |      |
| 37   | 3        | 1      | Chen Pui Lam          | Macao                         | 1'12"08 |      |
| 38   | 2        | 4      | Rhanishka Gibbs       | Bahrein                       | 1'12"27 |      |
| 39   | 3        | 7      | Nicole Frank          | Uruguay                       | 1'12"81 |      |
| 40   | 2        | 2      | Marina Abu Shamaleh   | Palestina                     | 1'14"15 |      |
| 41   | 1        | 6      | Tessa Ip Hen Cheung   | Mauritania                    | 1'14"25 |      |
| 42   | 3        | 9      | Imane El Barodi       | Marocco                       | 1'14"55 |      |
| 43   | 2        | 3      | Ellie Shaw            | Antille Olandesi              | 1'15"20 |      |
| 44   | 2        | 5      | Kelera Mudunasoko     | Figi                          | 1'15"64 |      |
| 45   | 2        | 6      | Tara Aloul            | Giordania                     | 1'15"87 |      |
| 46   | 2        | 7      | Naiara Roca           | Bolivia                       | 1'16"41 |      |
| 47   | 2        | 1      | Lara Dashti           | Kuwait                        | 1'18"83 |      |
| 48   | 2        | 8      | Maria Battalones      | Isole Marianne Settentrionali | 1'19"79 |      |
| 49   | 1        | 5      | Hayley Wong           | Brunei                        | 1'20"28 |      |
| 50   | 2        | 0      | Makelyta Singsombath  | Laos                          | 1'23"98 |      |
| 51   | 2        | 9      | Taeyanna Adams        | Micronesia                    | 1'24"70 |      |
| 52   | 1        | 3      | Troya Pina            | Capo Verde                    | 1'25"17 |      |
| 53   | 1        | 4      | Mariama Touré         | Guinea                        | 1'37.98 |      |
| –    | 4        | 9      | Martina Bukvić        | Serbia                        | dns     | dns  |

### Semifinali
| Pos. | Batteria | Corsia | Atleta              | Nazionalità | Tempo   | Note |
| ---- | -------- | ------ | ------------------- | ----------- | ------- | ---- |
| 1    | 2        | 4      | Tang Qianting       | Cina        | 1'05"36 | Q    |
| 2    | 2        | 5      | Mona McSharry       | Irlanda     | 1'06"11 | Q    |
| 3    | 2        | 3      | Yang Chang          | Cina        | 1'06"27 | Q    |
| 4    | 1        | 4      | Tes Schouten        | Paesi Bassi | 1'06"30 | Q    |
| 5    | 1        | 7      | Siobhán Haughey     | Hong Kong   | 1'06"41 | Q    |
| 6    | 1        | 5      | Alina Zmushka       |             | 1'06"53 | Q    |
| 7    | 1        | 3      | Kotryna Teterevkova | Lituania    | 1'06"61 | Q    |
| 8    | 2        | 7      | Sophie Angus        | Canada      | 1'06"66 | Q    |
| 9    | 1        | 2      | Benedetta Pilato    | Italia      | 1'06"70 |      |
| 10   | 2        | 2      | Sophie Hansson      | Svezia      | 1'06"78 |      |
| 11   | 2        | 6      | Letitia Sim         | Singapore   | 1'07"14 |      |
| 12   | 1        | 6      | Dominika Sztandera  | Polonia     | 1'07"20 |      |
| 13   | 2        | 8      | Lara van Niekerk    | Sudafrica   | 1'07"25 |      |
| 14   | 1        | 8      | Lisa Mamié          | Svizzera    | 1'07"48 |      |
| 15   | 1        | 1      | Macarena Ceballos   | Argentina   | 1'07"49 |      |
| 16   | 2        | 1      | Arianna Castiglioni | Italia      | 1'07"57 |      |

### Finale
| Pos.    | Corsia | Atleta              | Nazionalità | Tempo   | Note |
| ------- | ------ | ------------------- | ----------- | ------- | ---- |
| Oro     | 4      | Tang Qianting       | Cina        | 1'05"27 |      |
| Argento | 6      | Tes Schouten        | Paesi Bassi | 1'05"82 |      |
| Bronzo  | 2      | Siobhán Haughey     | Hong Kong   | 1'05"92 |      |
| 4       | 1      | Kotryna Teterevkova | Lituania    | 1'06"02 |      |
| 5       | 5      | Mona McSharry       | Irlanda     | 1'06"42 |      |
| 6       | 7      | Alina Zmushka       |             | 1'06"58 |      |
| 7       | 3      | Yang Chang          | Cina        | 1'06"75 |      |
| 8       | 8      | Sophie Angus        | Canada      | 1'07"09 |      |